# Friedrich de la Motte Fouqué
Friedrich Heinrich Karl de la Motte, Baron Fouque (født 12. februar 1777, død 23. januar 1843) var en tysk forfatter, der primært skrev romantisk litteratur.
- Wikimedia Commons har flere filer relateret til Friedrich de la Motte Fouqué